# Zhang Chao
Zhang Chao (China, 5 januari 1985) is een voormalig Chinees professioneel tafeltennisster. Haar achternaam is Zhang.

## Belangrijkste resultaten
- Goud op de gemengd dubbel op de wereldkampioenschappen 2011 met Cao Zhen.
- Brons op de gemengd dubbel op de wereldkampioenschappen 2009 met Yao Yan.